# Walter Naumann (Mediziner)
Walter Naumann (* 8. November 1905 in Geyer; † nach 1984) war ein deutscher Röntgenologe, Hochschullehrer in Göttingen und Chefarzt in Hanau.

## Leben und Wirken
Neumann stammte aus dem sächsischen Erzgebirge. Er studierte Medizin und wurde zum Dr. med. promoviert. An der Universität Göttingen hat er sich 1946 habilitiert und wurde Privatdozent. Im Jahr 1952 wurde er in Göttingen außerplanmäßiger Professor für Röntgenologie (Strahlenkunde) und Innere Medizin. Als Chefarzt der Röntgenabteilung war er am Stadtkrankenhaus Hanau am Main tätig. Er war Rotarier.

## Schriften (Auswahl)
- Funktionelle Dünndarmdiagnostik im Röntgenbild. Beitrag zur Physiologie, Pharmakologie und Pathologie des Dünndarms. Stuttgart 1948.